# La République lyonnaise
La République lyonnaise est un journal royaliste lyonnais bimensuel puis hebdomadaire. Son premier numéro a été publié le 10 juin 1927 par la section lyonnaise de l'Action française (AF), successivement dirigé par le lieutenant-colonel de Corn puis par Louis Jasseron. Son dernier numéro paraît le 12 août 1944 : il est alors interdit en raison de sa parution continue sous l'Occupation, y compris après l'occupation de la zone Sud par les armées nazies.

## Présentation
Le nom du journal est justifié, d'après ses rédacteurs, par le fait que, sous la monarchie « vivaient sur le territoire de la patrie, admirablement diverse et unie, mille républiques libres, ardentes, originales sous la protection du roi, apaiseur de discordes ». L'argument, faisant référence à la doctrine décentralisatrice de l'Action française (AF), ne convainc guère les lecteurs et les journalistes sont contraints d'y revenir à plusieurs reprises. La volonté de dérision ne semble en effet pas absente de ce choix.
Le journal se développe assez rapidement et devient hebdomadaire en juin 1928. Son tirage est cependant assez difficile à évaluer et varie fortement en fonction des événements et des crises qui secouent l'Action française dès 1927, à la suite de la condamnation du mouvement par la papauté mais aussi en 1937 (rupture du « comte de Paris » avec l'Action française) et en 1938 (scission dans l'Action française lyonnaise). Les sources vont de 800 exemplaires (d'après Le Progrès de Lyon à la Libération) à 20 000 (d'après Louis Jasseron en 1929). L'historien Eugen Weber, dans son ouvrage L'Action française, mentionne un tirage de 6 000 exemplaires, chiffre qui semble assez fiable ; comme il le note, il faut cependant souligner que tirage ne signifie pas ventes et le chiffre doit probablement être divisé par 2.
Son idéologie ne présente guère d'originalité par-rapport à celle de l'Action française. On peut cependant noter, comme particularité, une certaine sympathie vis-à-vis des auteurs romantiques que Charles Maurras n'appréciait guère, considérant le romantisme comme un mouvement littéraire trouvant son origine en Allemagne : Hugo, Lamartine ou même Rousseau font ainsi l'objet de jugements nuancés, virulents sur le plan politique mais parfois élogieux sur le plan littéraire.
Sur un plan local, la République lyonnaise entretient des rapports variables avec les différentes personnalités et groupes politiques lyonnais : la droite est très souvent critiquée, et considérée comme trop « molle », notamment face au problème des dettes de guerre dont les États-Unis demandent le remboursement. 
À gauche, Édouard Herriot, le maire de Lyon est critiqué dès le début mais c'est surtout à la suite de l'inauguration d'un monument, durant laquelle un Camelot du Roi trouve la mort, qu'il est l'objet d'attaques extrêmement violentes : assassin, vaniteux, embusqué... sont quelques-unes des amabilités dont il est l'objet de la part des journalistes de la République lyonnaise. Lors des élections municipales de mai 1929, la RL fait activement campagne pour son adversaire, Jean-Victor Augagneur, pourtant ancien radical. Sans grands résultats, Herriot étant facilement réélu.